# Cabricán
Cabricán é uma cidade da Guatemala, localizada no departamento de Quetzaltenango.